# Navajún
Navajún é um município da Espanha 
na província e comunidade autónoma de La Rioja, de área 16,38 km² com população de 18 habitantes (2007) e densidade populacional de 1,05 hab/km².

## Demografia
| Variação demográfica do município entre 1991 e 2004 | Variação demográfica do município entre 1991 e 2004 | Variação demográfica do município entre 1991 e 2004 | Variação demográfica do município entre 1991 e 2004 |
| --------------------------------------------------- | --------------------------------------------------- | --------------------------------------------------- | --------------------------------------------------- |
| 1991                                                | 1996                                                | 2001                                                | 2004                                                |
| 20                                                  | 19                                                  | 18                                                  | 17                                                  |